# Euthalia anosia

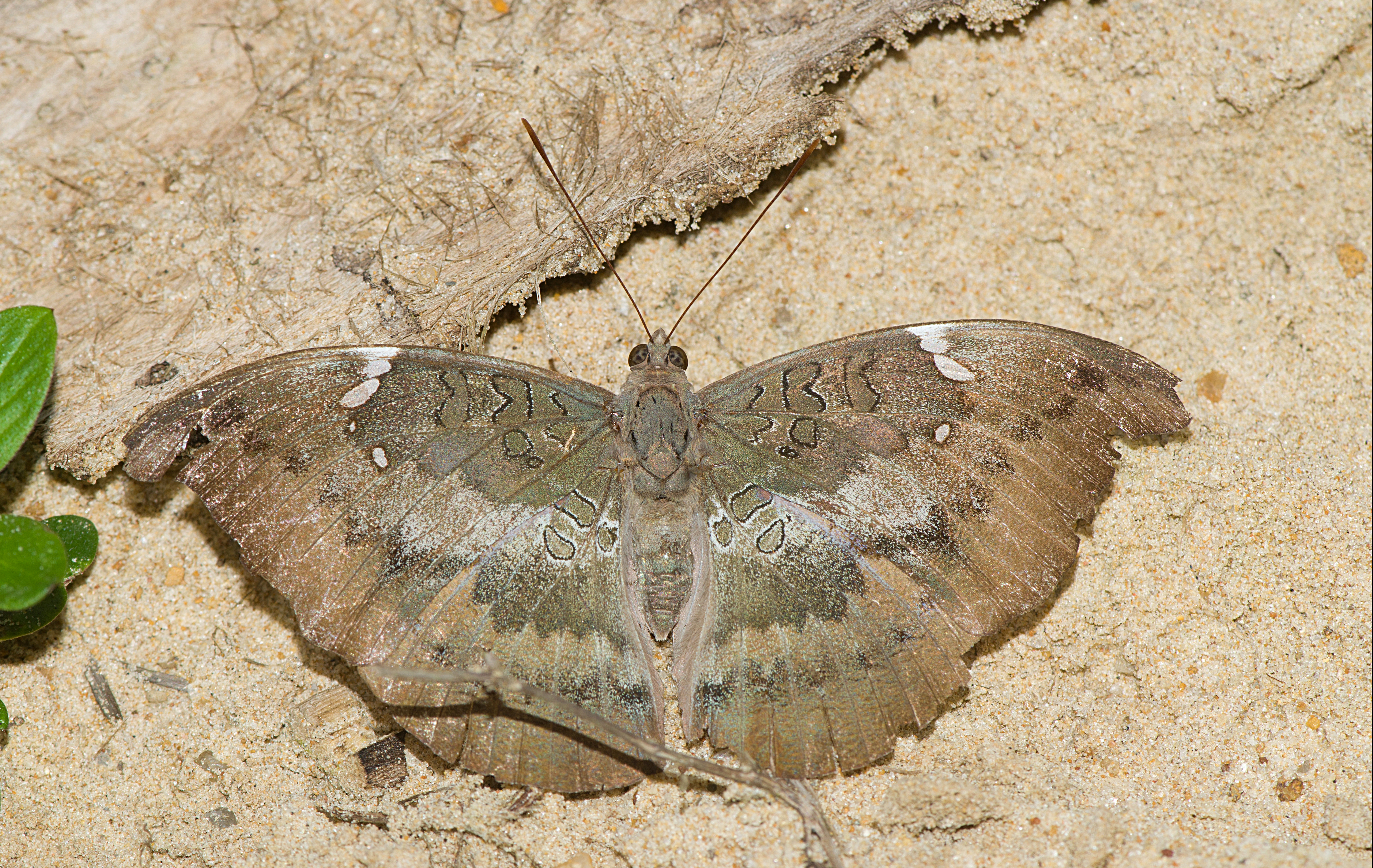
Weibchen

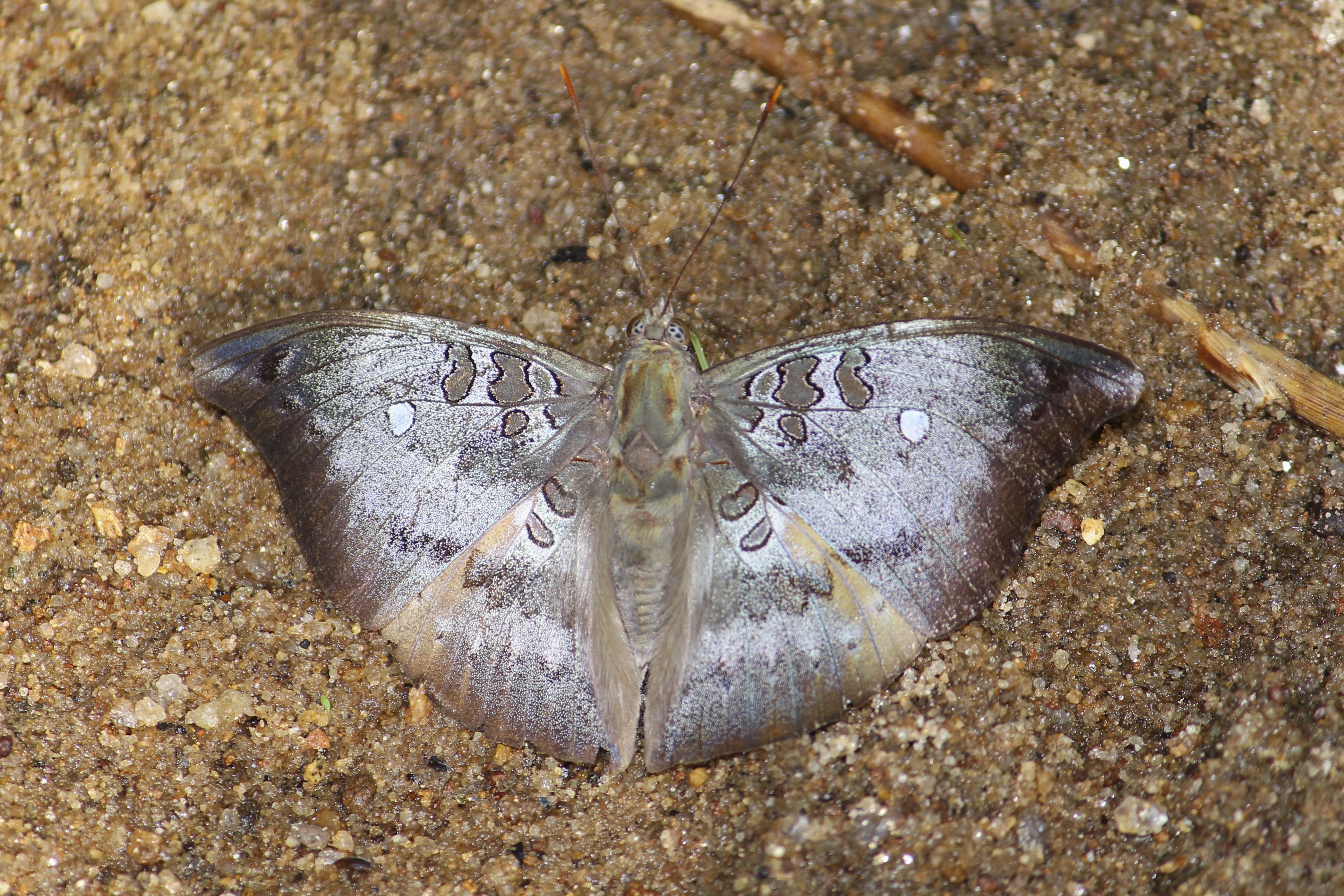
Männchen an feuchter Erdstelle

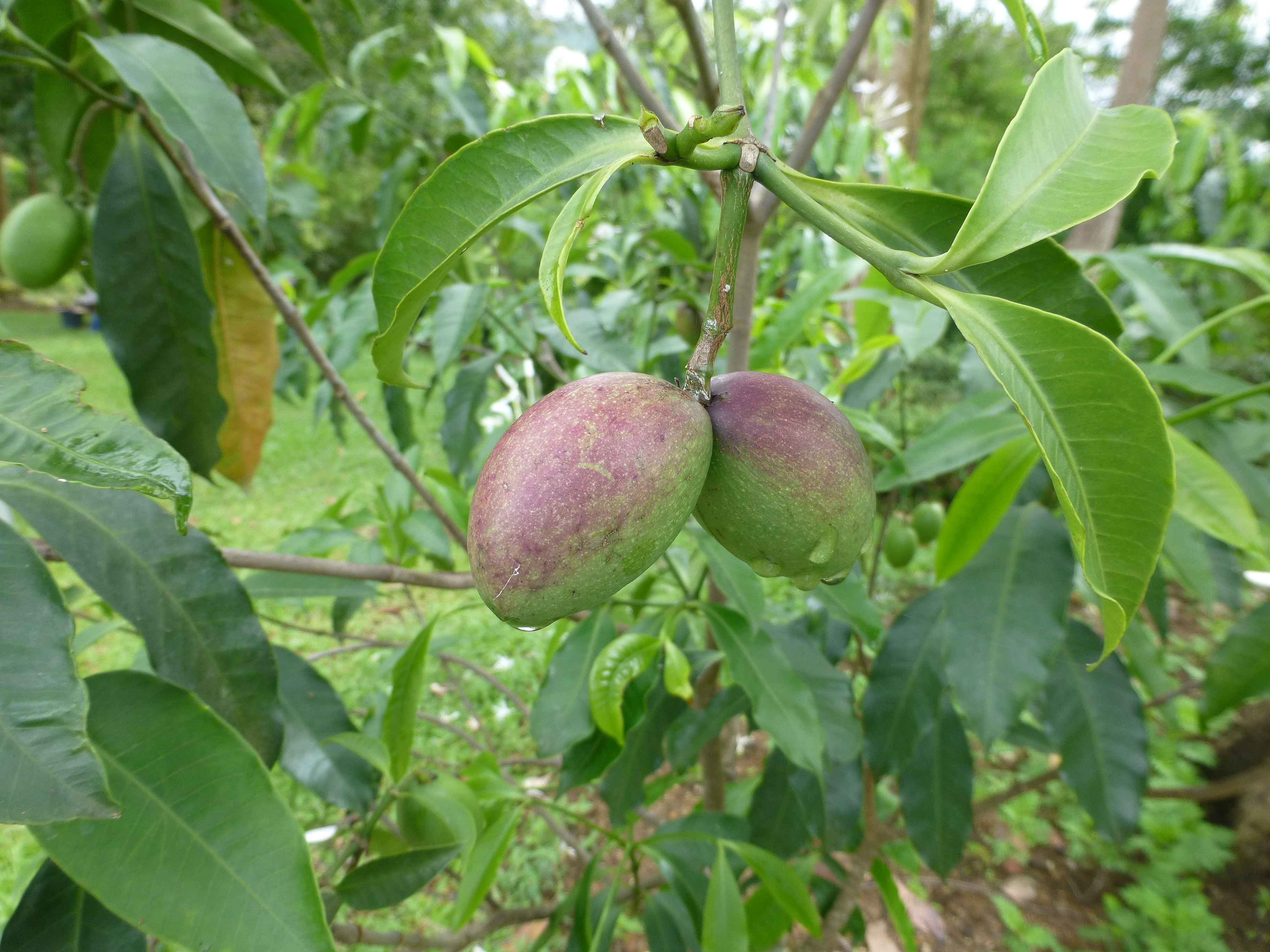
Mango, (Mangifera indica), die Nahrungspflanze der Raupen

Euthalia anosia ist ein in Asien vorkommender Schmetterling (Tagfalter) aus der Familie der Edelfalter (Nymphalidae).

## Merkmale

### Falter
Die Flügelspannweite der Falter beträgt 65 bis 85 Millimeter, wobei die Männchen etwas kleiner als die Weibchen sind. Beiden Geschlechtern gemeinsam ist die bräunliche Grundfarbe der Flügeloberseiten. Arttypisch ist die weißgraue Bestäubung beider Flügelpaare, die in ihrer Intensität stark schwanken kann. Der Vorderrand der Hinterflügel ist zuweilen leicht rosa gefärbt. Die Geschlechter unterscheiden sich nur geringfügig. Die Weibchen zeigen in der Diskalregion der Vorderflügel einige kleine weiße Flecke, der Analwinkel bei den Männchen ist spitz ausgebildet. Die Flügelunterseiten haben jeweils eine hellbraune Farbe und zeigen undeutliche dunkle Zeichnungselemente.

### Raupe
Ausgewachsene Raupen sind grün gefärbt. Von jedem Körpersegment gehen seitlich tannenzweigähnliche, stachelige Auswüchse ab, die zum Teil bräunlich rosa gefärbt sind. Die Rückenlinie ist gelbbraun.

### Puppe
Die Puppe hat die Form eines Drachenvierecks, ist gelbgrün gefärbt und zeigt einige braune Streifen und Flecke sowie einen stark hervorstehenden spitzen Höcker am Rücken. Sie wird als Stürzpuppe mit einer Gespinstverankerung an Zweigen oder Blättern angeheftet.

## Verbreitung und Lebensraum
Das Verbreitungsgebiet der Art erstreckt sich vom Südosten Indiens über Thailand, Burma, Laos, Kambodscha und Malaysia bis in den Südosten Chinas sowie nach Vietnam. Sie kommt auch auf den Philippinen vor. In den einzelnen Vorkommensgebieten werden derzeit zehn Unterarten geführt. Euthalia anosia besiedelt in erster Linie immergrüne Laubwälder.

## Lebensweise
Die Falter fliegen schwerpunktmäßig in den Monaten März und April. Sie saugen gerne an feuchten Erdstellen oder überreifen Früchten, um Flüssigkeit und Mineralstoffe aufzunehmen. Die Raupen ernähren sich von den Blättern von Mango (Mangifera indica).